# 黄素氧还蛋白
黄素氧还蛋白是一种含有黄素单核苷酸的细菌电子传递蛋白。黄素氧还蛋白在结构上的特点是具有五股平行的β-折叠以同一侧围绕着一个α-螺旋。此蛋白广泛分布于厌氧菌、蓝细菌以及一些真核藻类之中。